# Saguache
La ville de Saguache est le siège du comté de Saguache, situé dans le Colorado, aux États-Unis.
Une première localité est fondée à quelques kilomètres de la ville actuelle, sous le nom de Milton. Cependant, son territoire marécageux rend nécessaire le transfert de la ville vers son emplacement actuel. La localité est renommée en référence au ruisseau Saguache, qui signifie « terre bleue » ou « eau à la terre bleue » dans la langue des Utes.

## Démographie
Selon le recensement de 2010, Saguache compte 485 habitants. La municipalité s'étend sur 0,4 milles carrés (1,04 km2).
| 1880 | 1890 | 1900 | 1910 | 1920 | 1930  |
| ---- | ---- | ---- | ---- | ---- | ----- |
| 325  | 660  | 389  | 620  | 948  | 1 010 |

| 1940  | 1950  | 1960 | 1970 | 1980 | 1990 |
| ----- | ----- | ---- | ---- | ---- | ---- |
| 1 219 | 1 024 | 722  | 642  | 656  | 584  |

| 2000 | 2010 | - | - | - | - |
| ---- | ---- | - | - | - | - |
| 578  | 485  | - | - | - | - |